# Théo Hernández
Théo Bernard François Hernandez (Marsella, 6 de octubre de 1997), más conocido como Theo Hernández, es un futbolista francés que juega de defensa en el Al-Hilal Saudi F. C. de la Liga Profesional Saudí. Es hermano menor del también futbolista Lucas Hernández.

## Trayectoria

### Inicios y explosión como profesional en España
Sus inicios deportivos se produjeron en las categorías inferiores del Club de Fútbol Rayo Majadahonda a donde pasó a las mismas del Atlético de Madrid hasta que a final de la temporada 2015-16 alcanzó el primer filial, entonces en Tercera División, y recibió en las mismas fechas su primera convocatoria con el primer equipo para un partido contra el Sociedad Deportiva Eibar, si bien no llega a debutar en el fútbol profesional. Tras ampliar su contrato en dos años y realizar la pretemporada con el primer equipo, fue cedido al Deportivo Alavés, equipo recién ascendido a la Primera División.
Su debut como profesional se produjo en la segunda jornada del campeonato de liga disputada el 28 de agosto frente al Real Sporting de Gijón. Desde ese encuentro no abandonó el equipo titular del conjunto vitoriano y llegó a disputar un total de 38 partidos en los que anotó dos goles al final de temporada, uno en liga al Athletic Club y otro en la final de la Copa del Rey al F. C. Barcelona, que confirmaron la buena evolución durante todo el año que le situó como una de los jóvenes de mayor proyección.
Tras ser uno de los jugadores más destacados de la gran temporada del conjunto vasco, en la que pese a ser la primera desde su retorno a la élite del fútbol español finalizó en un meritorio noveno puesto —a tan solo ocho puntos de la clasificación europea—, y en la que llegó por primera vez en su historia a la final de la Copa del Rey, en la que Theo anotó el único gol de su equipo en la derrota por 3-1 frente al Fútbol Club Barcelona, se especuló con que el jugador podría abandonar la disciplina rojiblanca rumbo a otro club. Su primera temporada como profesional fue la de su explosión como uno de los futbolistas de mayor progresión del fútbol español.
Tras declinar seguir vinculado al club atlético, el de su formación, el 5 de julio de 2017 anunció su fichaje por el Real Madrid Club de Fútbol para las próximas seis temporadas, por un valor aproximado de 26 millones de euros, siendo el décimo jugador más caro entre clubes del campeonato. Hizo su debut competitivo el 16 de agosto, reemplazando a Marco Asensio en una victoria por 2-0 ante F. C. Barcelona en la Supercopa de España de ese año que acabaría ganando el conjunto blanco. Hernandez hizo tres apariciones durante la edición 2017 – 18 de la UEFA Champions League, ayudando a ganar su tercer título consecutivo y decimotercero en la competición.
Luego de un mal año en el Real Madrid, el 10 de agosto de 2018 se confirmó su cesión por el conjunto blanco a la Real Sociedad hasta final de campaña. Debutó con su nuevo equipo en la primera jornada de liga, en una victoria por 1-2 ante el Villarreal C. F. En la quinta jornada, fue sancionado con 4 partidos tras propinar un cabezazo al jugador de la S. D. Huesca Damián Musto. Regresó un mes después y recuperó su mejor versión (aquella de hace dos años en el Alavés) anotando su primer gol con la zamarra txuri-urdin en una victoria a domicilio por 1-3 ante el Levante U. D. el 9 de noviembre.

### Etapa en Italia

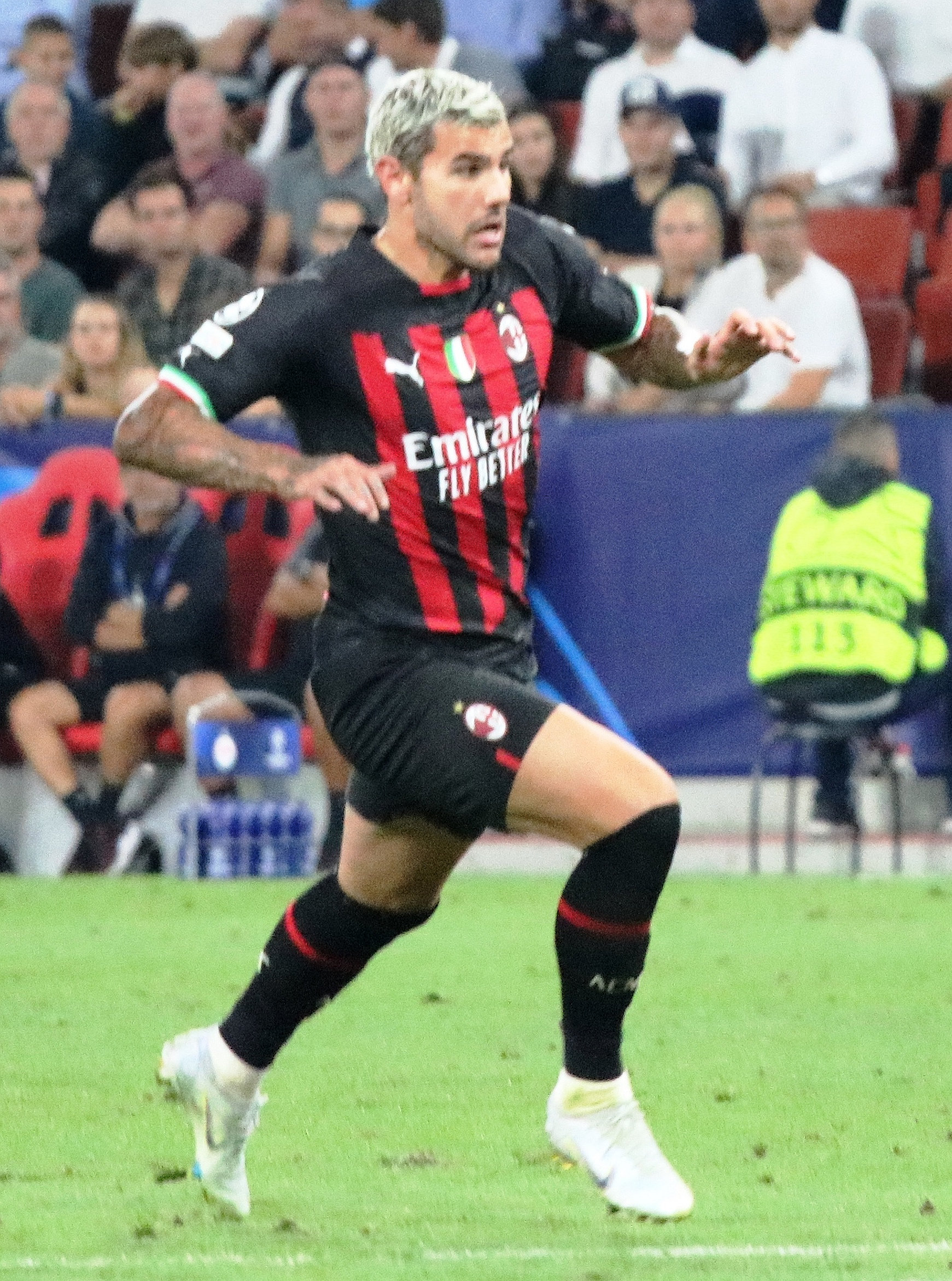
Hernández con el A.C. Milan en 2022.

En 2019 fue traspasado al club italiano más laureado en la Liga de Campeones, el A. C. Milan. Tras perderse dos partidos por lesión y otro en el cual no fue convocado por decisión técnica, debutó como jugador rojinegro en el derbi milanés en el minuto 82, que terminó con derrota del equipo rossonero por 0-2, y como titular debutó en la derrota 2-1 frente al Torino en Turín.
Realizó su primera asistencia en la derrota 1-3 frente a la Fiorentina en San Siro, y marcó su primer gol (1-1) en la victoria 1-2 frente al Genoa el 5 de octubre. El 22 de mayo de 2022, tras derrotar al Sassuolo en la última jornada y superar en la tabla al Inter de Milán, se proclamó campeón de la Serie A junto a la escuadra rojinegra.
En la Supercopa de Italia 2024 marcó el primer gol del Milan en la final contra el Inter, el cual iniciaría la remontada que acabaría 2-3 a favor de los rossoneri; ganando así su segundo título con el Milan. El 14 de enero del siguiente año llega a la treintena de goles en la liga italiana, superando así a Paolo Maldini como el defensor más goleador de la historia del club en la Serie A.
En la temporada 2024-25 fue criticado por su rendimiento, al igual que el de muchos compañeros. Jugó 49 partidos en la campaña, anotando cinco goles y proporcionando seis asistencias. Ese acabó siendo su último año en el equipo y el 10 de julio de 2025 fue traspasado al Al-Hilal Saudi F. C. Hernández dejó el club después de seis temporadas y 262 partidos, además de despedirse como capitán del equipo.

### Al-Hilal
El 10 de julio de 2025, el Al-Hilal anunció el fichaje de Theo Hernández, procedente del Milán. Firmó hasta el final de la temporada 2027/28. Según la prensa italiana, el acuerdo se cerró por 25 millones de euros entre los clubes saudí e italiano.

## Selección nacional
Fue internacional con varias de las categorías inferiores de la selección de Francia. La última con la que participó fue el equipo sub-20, antes de que fuese convocado para la categoría sub-21 para la disputa del Europeo sub-21 de 2017 celebrado en Polonia, y a la que el jugador no se presentó. De nuevo se especuló con el futuro del jugador, alegando que era debido a que el futbolista se encontrara en proceso de obtener la nacionalidad española para poder así ser seleccionable por la selección de España.
Finalmente se acabó decantando por Francia y debutó con la absoluta el 7 de septiembre de 2021 en un partido de clasificación para el Mundial 2022 ante Finlandia que los franceses ganaron por dos a cero.

### Participaciones en Copas del Mundo
| Mundial           | Sede  | Resultado  | Partidos | Goles |
| ----------------- | ----- | ---------- | -------- | ----- |
| Copa Mundial 2022 | Catar | Subcampeón | 6        | 1     |

### Participaciones en Eurocopas
| Copa          | Sede     | Resultado   | Partidos | Goles |
| ------------- | -------- | ----------- | -------- | ----- |
| Eurocopa 2024 | Alemania | Semifinales | 6        | 0     |

### Goles como internacional
| Goles como internacional con Francia | Goles como internacional con Francia | Goles como internacional con Francia | Goles como internacional con Francia | Goles como internacional con Francia | Goles como internacional con Francia | Goles como internacional con Francia |
| Núm.                                 | Fecha                                | Lugar                                | Rival                                | Gol                                  | Resultado                            | Competición                          |
| ------------------------------------ | ------------------------------------ | ------------------------------------ | ------------------------------------ | ------------------------------------ | ------------------------------------ | ------------------------------------ |
| 1.                                   | 7 de octubre de 2021                 | Juventus Stadium, Turín, Italia      | Bélgica                              | 2-3                                  | 2-3                                  | Liga de Naciones de la UEFA 2020-21  |
| 2.                                   | 14 de diciembre de 2022              | Estadio Al Bayt, Jor, Catar          | Marruecos                            | 1-0                                  | 2-0                                  | Mundial 2022                         |

## Estadísticas

### Clubes
Actualizado al último partido jugado el 14 de mayo de 2025.
| Club | Div.          | Temporada     | Liga  | Liga  | Liga   | Copas nacionales(4) | Copas nacionales(4) | Copas nacionales(4) | Torneos internacionales(5) | Torneos internacionales(5) | Torneos internacionales(5) | Total(6) | Total(6) | Total(6) |
| Club | Div.          | Temporada     | Part. | Goles | Asist. | Part.               | Goles               | Asist.              | Part.                      | Goles                      | Asist.                     | Part.    | Goles    | Asist.   |
| --- | ------------- | ------------- | ----- | ----- | ------ | ------------------- | ------------------- | ------------------- | -------------------------- | -------------------------- | -------------------------- | -------- | -------- | -------- |
| Atlético de Madrid "B" · España | 3.ª           | 2015-16       | 9     | 0     | 0      | 1                   | 0                   | 0                   | —                          | —                          | —                          | 10       | 0        | 0        |
| Atlético de Madrid "B" · España | Total club    | Total club    | 9     | 0     | 0      | 1                   | 0                   | 0                   | 0                          | 0                          | 0                          | 10       | 0        | 0        |
| Deportivo Alavés · España | 1.ª           | 2016-17       | 32    | 1     | 4      | 6                   | 1                   | 0                   | —                          | —                          | —                          | 38       | 2        | 4        |
| Deportivo Alavés · España | Total club    | Total club    | 32    | 1     | 4      | 6                   | 1                   | 0                   | 0                          | 0                          | 0                          | 38       | 2        | 4        |
| Real Madrid C. F. · España | 1.ª           | 2017-18       | 13    | 0     | 1      | 7                   | 0                   | 1                   | 3                          | 0                          | 1                          | 23       | 0        | 3        |
| Real Madrid C. F. · España | Total club    | Total club    | 13    | 0     | 1      | 7                   | 0                   | 1                   | 3                          | 0                          | 1                          | 23       | 0        | 3        |
| Real Sociedad · España | 1.ª           | 2018-19       | 24    | 1     | 2      | 4                   | 0                   | 0                   | —                          | —                          | —                          | 28       | 1        | 2        |
| Real Sociedad · España | Total club    | Total club    | 24    | 1     | 2      | 4                   | 0                   | 0                   | 0                          | 0                          | 0                          | 28       | 1        | 2        |
| A. C. Milan · Italia | 1.ª           | 2019-20       | 33    | 6     | 2      | 3                   | 1                   | 0                   | —                          | —                          | —                          | 36       | 7        | 2        |
| A. C. Milan · Italia | 1.ª           | 2020-21       | 33    | 7     | 5      | 2                   | 0                   | 0                   | 10                         | 1                          | 1                          | 45       | 8        | 6        |
| A. C. Milan · Italia | 1.ª           | 2021-22       | 32    | 5     | 5      | 4                   | 0                   | 3                   | 6                          | 0                          | 0                          | 39       | 5        | 8        |
| A. C. Milan · Italia | 1.ª           | 2022-23       | 32    | 4     | 3      | 2                   | 0                   | 0                   | 11                         | 0                          | 1                          | 45       | 4        | 4        |
| A. C. Milan · Italia | 1.ª           | 2023-24       | 32    | 5     | 4      | 2                   | 0                   | 3                   | 12                         | 0                          | 4                          | 47       | 5        | 11       |
| A. C. Milan · Italia | 1.ª           | 2024-25       | 33    | 4     | 3      | 6                   | 1                   | 3                   | 10                         | 0                          | 0                          | 49       | 5        | 6        |
| A. C. Milan · Italia | Total club    | Total club    | 195   | 31    | 22     | 19                  | 2                   | 9                   | 48                         | 1                          | 6                          | 261      | 34       | 37       |
| Al-Hilal Saudi F. C. Arabia Saudita | 1.ª           | 2025-26       | 0     | 0     | 0      | 0                   | 0                   | 0                   | 0                          | 0                          | 0                          | 0        | 0        | 0        |
| Al-Hilal Saudi F. C. Arabia Saudita | Total club    | Total club    | 0     | 0     | 0      | 0                   | 0                   | 0                   | 0                          | 0                          | 0                          | 0        | 0        | 0        |
| Total carrera | Total carrera | Total carrera | 273   | 33    | 29     | 37                  | 3                   | 10                  | 51                         | 1                          | 7                          | 361      | 37       | 46       |
| (4) Incluye datos de Copa del Rey, Supercopa (2016-19); Coppa, Supercoppa di Lega (2019-25). (5) Incluye datos de la Liga de Campeones, Supercopa de Europa, Mundial de Clubes (2017-18); Liga Europa (2019-25) (6) No incluye datos de partidos amistosos. |               |               |       |       |        |                     |                     |                     |                            |                            |                            |          |          |          |

## Palmarés

### Títulos nacionales
| Título              | Club              | País   | Año  |
| ------------------- | ----------------- | ------ | ---- |
| Supercopa de España | Real Madrid C. F. | España | 2017 |
| Serie A             | A. C. Milan       | Italia | 2022 |
| Supercopa de Italia | A. C. Milan       | Italia | 2024 |

### Títulos internacionales
Nota *: incluyendo la selección.
| Título              | Equipo *          | Sede                   | Año  |
| ------------------- | ----------------- | ---------------------- | ---- |
| Supercopa de Europa | Real Madrid C. F. | Skopie                 | 2017 |
| Mundial de Clubes   | Real Madrid C. F. | Emiratos Árabes Unidos | 2017 |
| Liga de Campeones   | Real Madrid C. F. | Kiev                   | 2018 |
| Liga de Naciones    | Francia           | Italia                 | 2021 |

### Distinciones individuales
| Distinción                                                      | Año  |
| --------------------------------------------------------------- | ---- |
| Incluido en el equipo revelación de la Liga según la UEFA       | 2017 |
| Parte de los 100 mejores jugadores del mundo según The Guardian | 2022 |

## Vida personal
Su padre, Jean-François Hernández, también fue futbolista. Jugó como defensa y también militó en el Atlético de Madrid. Su hermano mayor, Lucas Hernández, también juega como lateral izquierdo y fue otro de los que se desarrolló en el Atlético de Madrid.
El 9 de enero de 2025, la modelo Luisa Kremleva fue condenada a seis meses de prisión por presentar una denuncia falsa de acoso sexual contra Theo.